# 서로3로
서로3로(Seoro3-ro)는 인천광역시 서구 아라동 검단신도시예미지퍼스트포레아파트 905동 앞과 검단신도시대광로제비앙아파트 앞을 잇는 도로이다.

## 연혁
- 2020년 4월 20일: 도로명으로 서로3로를 고시
- 2021년: 개통

## 주요 경유지
인천광역시
- 서구 (아라동)

## 주요 건물 및 시설
- 인천해든초등학교 (인천광역시 서구 서로3로 60)
- 인천한별초등학교 (인천광역시 서구 서로3로 201)